# Diphtherocome abbreviata
Diphtherocome abbreviata là một loài bướm đêm trong họ Noctuidae.